# 石綿敏雄
石綿 敏雄（いしわた としお、1928年6月17日 - ）は、日本の言語学者。国語審議会委員、国立国語研究所名誉所員、茨城大学名誉教授。専門は国語学・言語学（特に対照言語学、計量国語学）。

## 経歴
東京生まれ。1952年早稲田大学教育学部国語国文学科卒業。1954年国立国語研究所員、フランス国立科学研究センター研究員（1973年～）を経て、1976年より茨城大学教授、1992年定年退官、名誉教授、日本女子大学教授。1999年退職。
日本における外来語研究の第一人者であり、外来語に関する研究成果が多いほか文化庁の国語審議会委員などを務めた。

## 著書

### 単著
- 『外来語と英語の谷間』秋山書店 1983
- 『日本語のなかの外国語』1985 岩波新書
- 『文科系のためのコンピュータ入門 ことばとコンピュータ』創拓社 1994
- 『現代言語理論と格』ひつじ書房 1999
- 『外来語の総合的研究』東京堂出版 2001

### 共著
- 『外来語の語源』吉沢典男共著 角川書店 (角川小辞典26） 1979
- 『朝倉日本語新講座3　文法と意味Ⅰ』水谷静夫・荻野孝野・賀来直子・草薙裕共著 朝倉書店 1983

### 共編著
- 『角川実用国語辞典 和英併用』山田俊雄共編 角川書店 1979　同時に文庫
- 『日本語情報処理』石綿敏雄 [ほか]共著,高橋延匡編 近代科学社 1986
- 『基本外来語辞典』編 東京堂出版 1990
- 『対照言語学』高田誠共著 桜楓社 1991